# Michael Kim
Pour les articles homonymes, voir Kim.
Michael Kim, né le 14 juillet 1993 à Séoul, est un golfeur américain d'origine sud-coréenne.
Il remporte en 2018 son premier tournoi PGA Tour en s'imposant lors du John Deere Classic.